# جائزة المجر الكبرى 1987
جائزة المجر الكبرى 1987 هو سباق فورمولا 1 أقيم بتاريخ 9 أغسطس 1987 في حلبة المجر. كان التاسع من أصل 16 في بطولة العالم لسباقات الفورمولا واحد موسم 1987. حلّ البرازيلي نيلسون بيكيه أولا بينما جاء البرازيلي آيرتون سينا في المركز الثاني وحصل على المركز الثالث الفرنسي ألن بروست.